# Андреолетті Іван Іванович
Іван Іванович Андреоле́тті (справжнє прізвище Пагирєв; нар. 14 червня 1869, Вознесенськ — пом. після 1925 року) — російський скульптор.

## Біографія
Народився 2 (14) червня 1869 року в місті Вознесенську (за іншими даними в селі Табурищі) Херсонської губернії Російської імперії в селянській родині. У 1890 року усиновлений італійським художником Джованні (Іваном Карловичем) Андреолетті, який працювали в Росії.
У 1888—1894 роках навчався в Одеській малювальній школі, в 1894—1900 роках — на скульптурному відділенні в Петербурзькій академії мистецтв у В. О. Беклемішева. 1900 року отримав звання класного художника і закордонне пенсіонерство за картину «Щасливий улов».
У 1901 році здійснив поїздку до Італії. 1905 року брав участь в Весняній виставці в залах Академії мистецтв. З 1908 року викладав в Художній школі Товариства заохочування мистецтв в Санкт-Петербурзі.
У квітні 1917 року став членом-засновником Союзу скульпторів-художників. Після 1917 жив у Франції, де одружився з художницею Є. П. Ільїнською.
Помер не раніше 1925 року.

## Роботи

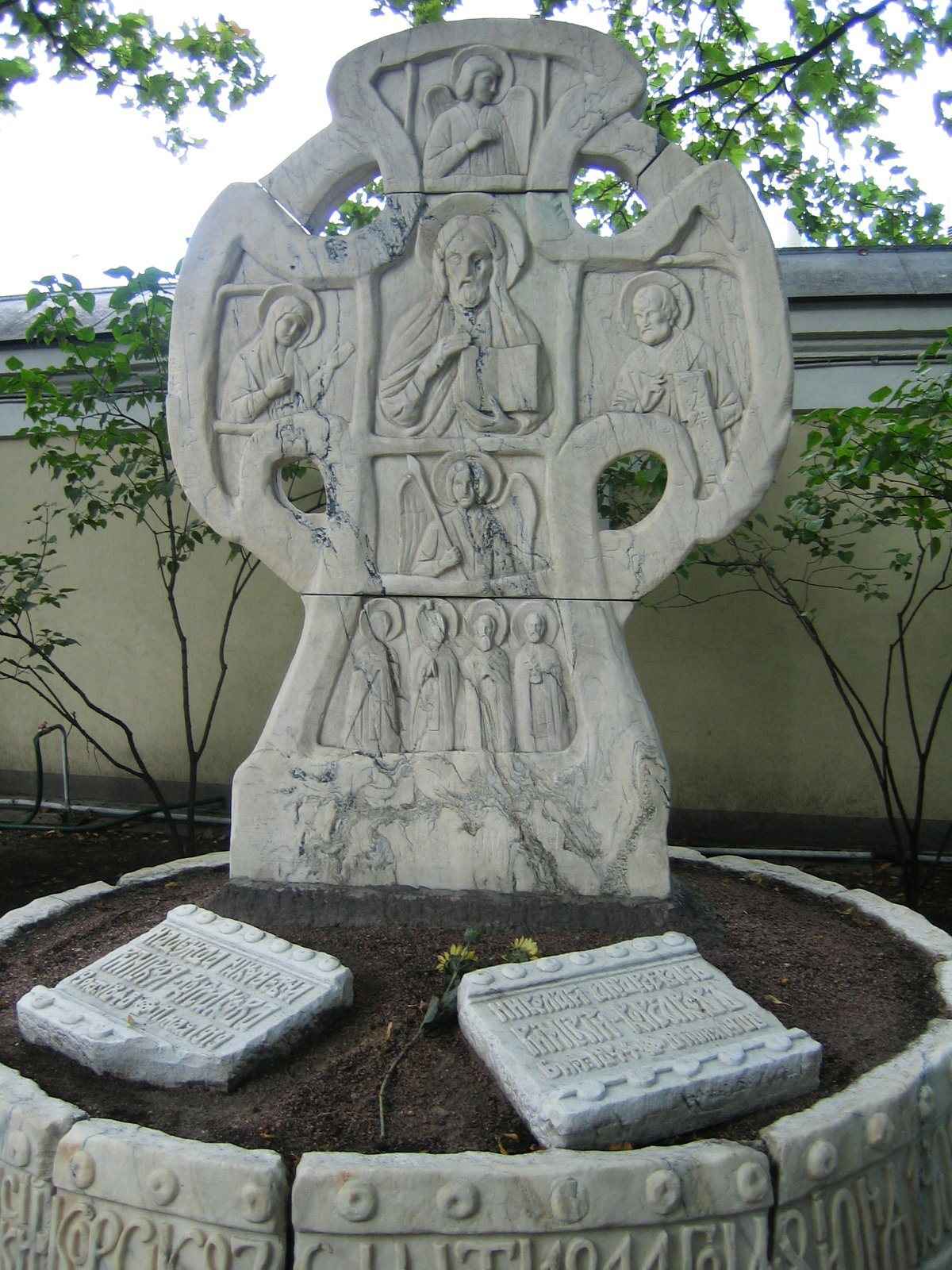
Могила М. Римського-Корсакова

- Пам'ятник В. Каразіну у Харкові (1905, архітектор О. Бекетов);
- Надгробок М. Римського-Корсакова (1912, за ескізом М. Реріха) в Олександро-Невській лаврі в Санкт-Петербурзі.